# Dédée Bazile
Marie Sainte Dédée Bazile, también conocida como Défilée o Défilée-La-Folle es una figura de la Revolución haitiana. Se la conoce como la única persona que lloró sobre el cadáver del primer emperador de Haití, Jean-Jacques Dessalines, y acompañó sus restos cuando fueron trasladados al cementerio.
Nacida en Cap-Français, tuvo seis hijos fruto de la violación cometida por su esclavista. En 1796, durante la Revolución Haitiana, Bazile se unió al Ejército Indígena como vivandière, marchando con los soldados y vendiendo provisiones. Los relatos históricos afirman que ella exhibió locura, Generalmente atribuido al asesinato de sus padres, hermanos o hijos por las fuerzas francesas, Aunque la caracterización ha sido cuestionada.

## Biografía
Dédée Bazile nació cerca de Cabo Haitiano; hija de padres esclavos, se ganaba la vida como cantinera en el ejército de Dessalines. Existen registros de su locura; según la leyenda, Dédéé Bazile había desarrollado un trastorno mental luego de haber sido violada por su amo a los 18 años, o bien, cuando algunos familiares suyos fueron asesinados tras la derrota del ejército de Dessalines a manos del general Donatien Rochambeau.
La noticia traumatizó a Défilée, pero ella continuó siguiendo al Ejército Indígena. con la misma determinación. Por el contrario, el escritor y erudito haitiano Louis-Joseph Janvier, 

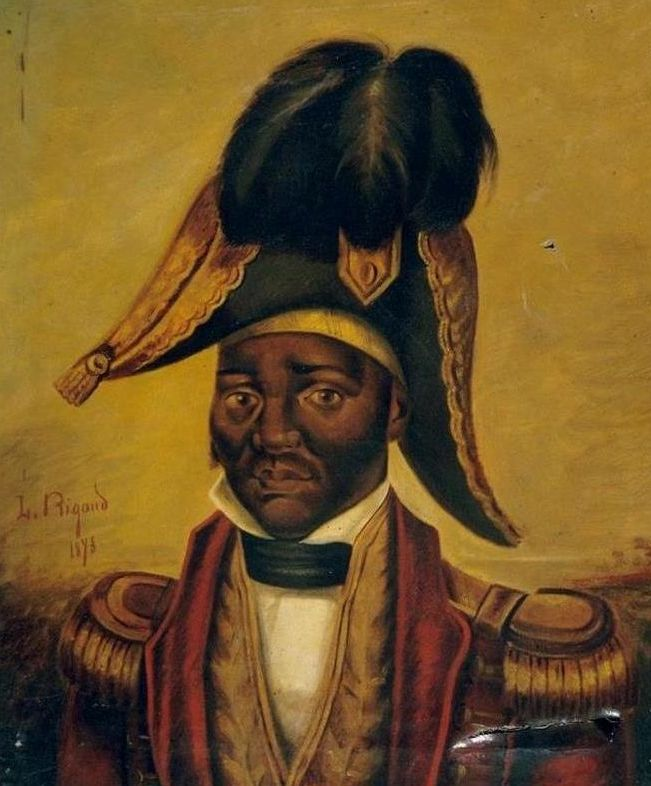
Jean Jacques Dessalines

## Asesinato de Dessalines
El 17 de octubre de 1806, el emperador Dessalines sufrió una emboscada por parte de sus anteriormente camaradas, Alexandre Pétion, Jean-Pierre Boyer, André Rigaud y Bruno Blanchet. Recibió un disparo fatal al norte de Puerto Príncipe. Cuando llevaron su cuerpo a la ciudad, las multitudes lo apedrearon y lo  mutilaron. En medio del tumulto, Bazile tomó el cuerpo del emperador y lo enterró en el cementerio de Puerto Príncipe, escoltada por el general Pétion y un grupo de soldados.

## Vida posterior y muerte
Se sabe poco sobre la vida de Défilée después de recoger los restos de Dessalines.Se estableció en Fort-Saint-Clair, Puerto Príncipe, y vivió en la pobreza gracias a la asistencia social. Fue encontrada muerta en una carretera alrededor de 1816. Joseph Jérémie afirmó que Défilée fue enterrada en un cementerio de la ciudad y que su tumba ha desaparecido.

## Impacto
Bazil falleció circa 1816 y fue enterrada en Puerto Príncipe, pero su tumba se perdió. Sus numerosos hijos le sobrevivieron; uno de ellos fue el coronel Condol Bazile, oficial de policía del presidente Faustin Soulouque. Ella está considerada una de las cuatro heroínas simbólicas de la independencia de Haití, junto con Sanité Bélair, Catherine Flon y Cécile Fatiman.

## Legado
Es fuente de leyendas, folclore y literatura haitianos. Sus relatos históricos se han reinterpretado repetidamente en tradiciones orales, como canciones, proverbios y cuentos. Como tal, Jana Evans Braziel considera Défilée como un lugar de memoria, un símbolo que ha preservado parte de la memoria colectiva de Haití.
Défilée fue recordada inicialmente en una canción folclórica haitiana que data del gobierno de Henri Christophe en el norte de Haití o de la presidencia de Jean-Pierre Boyer, dos períodos caracterizados por la opresión. Los haitianos la cantaron para expresar su pesar por celebrar el asesinato de Dessalines.   